# Sanrio
Sanrio Co., Ltd. (яп. 株式会社サンリオ кабусики-гайся санрио) — японская компания, разрабатывающая, лицензирующая и выпускающая каваий-товары: школьные принадлежности и подарки — продающиеся во всём мире и в специализированных магазинах Японии. Наиболее известен персонаж Sanrio Hello Kitty, белая кошечка с красным бантом, ставшая одним из наиболее успешных торговых брендов в мире.

## История
В 1960 году Синтаро Цудзи основал Yamanashi Silk Company («Шелковая компания Яманаси»). В 1962 предприятие Цудзи расширилось до выпуска резиновых сандалей с цветами. Цудзи обратил внимание на то, что симпатичный рисунок на товаре значительно улучшает продажи и стал нанимать мультипликаторов, чтобы придумывать новых персонажей для товаров. В 1973 году компания поменяла название на «Sanrio». В книге «Корэга Санрио но химицу дэс» (яп. これがサンリオの秘密です) объясняется, что «санри» является альтернативным прочтением иероглифов в слове «Яманаси» (яп. 山梨), а буква «о» означает звук восхищения. 

## Фильмография

### Фильмы
С 1977 до 1985 год Sanrio создают фильмы на лейбле Sanrio Films. После A Journey Through Fairyland Sanrio начинают выпускать короткометражные фильмы, OAV и сериалы, основанные на их персонажах. В 2006 году Sanrio объявил, что они снова собираются делать полнометражные фильмы.
- Little Jumbo (1977) (Chiisana Jumbo)
- Who Are the DeBolts? And Where Did They Get Nineteen Kids? (DeBolts wa daredesu ka? Soshite karera wa 19 no kodomo o doko de katta?) (1977) — совместно с Korty Films и Charles M. Schulz Inc. (победитель Academy Award)
- The Mouse and His Child (1977) (Oyaro Nezumi no Fushigina Tabi или The Wonderful Journey of the Mouse Family) — совместно с Murakami-Wolf
- Ringing Bell (1978) (Chirin no Suzu или Bell of Chirin)
- The Glacier Fox (1978) (Kita-Kitsune Monogatari или The Story of the Northern Fox)
- Nutcracker Fantasy (1979) (Kurumiwari Ningyo или The Nutcracker)
- Юнико (1979)
- Metamorphoses/Winds of Change (1979) (Hoshi no Orpheus или Orpheus of the Stars)
- A Tale of Africa (1980) (Afurika Monogatari)
- The Fantastic Adventures of Unico (1981) — совместно с Tezuka Productions и Madhouse Studios
- The Sea Prince and the Fire Child (1981) (Sirius no Densetsu или Legend of Sirius)
- The Ideon: A Contact (1982) — совместно с Sunrise и Shochiku
- The Ideon: Be Invoked (1982) — совместно с Sunrise
- Don't Cry, It's Only Thunder (1982)
- Юнико (1983) (Yuniko: Maho no Shima he) — совместно с Tezuka Productions
- Oshin (1984)
- A Journey Through Fairyland (1985) (Yosei Florence или Florence the Fairy)
- Mouse Story: George and Gerald's Adventure (2007) (Nezumi Monogatari: George To Gerald no Bouken) — совместно с Madhouse Studios
- Cinnamoroll: The Movie (2007) — совместно Madhouse Studios, будущий персонаж Cinnamoroll
- Jewelpet the Movie: Sweets Dance Princess (2012) — совместно с Sega Toys и Studio Comet
- Onegai My Melody (2012) — совместно со Studio Comet

### ТВ анимация
Sanrio также приняли участие в производстве некоторых аниме-сериалов в течение конца 1980-х и в начале 1990-х. Некоторые из персонажей Sanrio, были позже адаптированы в ряд аниме, начиная с Hello Kitty’s Furry Tale Theater в 1987. Персонаж Май Мелоди получил первый официальный аниме-сериал, Onegai My Melody, который был произведен на студии Studio Comet и впервые был показан на TV Osaka 3 апреля 2005 году. Франшиза Sugarbunnies была позже адаптирована в сериал с 7-минутными сериями в 2007 году, и из-за высокой популярности, позже получил два продолжения. Jewelpet был также адаптирован в аниме-сериал (см. «Драгоценные зверюшки») в 2009 году; он также был произведен студией Studio Comet, было снято 5 официальных сезонов и один полнометражный фильм, что делает его самым длинным аниме-сериалом в истории Sanrio.
- Михаель Малиани (1987) — совместно с DIC Entertainment
- Daisuki! Hello Kitty (1993)
- Flint the Time Detective (1998) — совместно с Group TAC
- Hello Kitty’s Paradise (1999)
- Hello Kitty’s Stump Village (2003)
- Hello Kitty: Ringo no Mori Fantasy (2003) — совместно с Panasonic Filmworks Inc.
- Usahana: Dream Ballerina (2004) — совместно с Panasonic Filmworks Inc.
- Onegai My Melody ~KuruKuru Shuffle!~ (2006) — совместно с Haima Music Studio Inc.
- Sugarbunnies (2007) — совместно с Asahi Production
- Onegai My Melody Sukkiri♪ (2007) — совместно с Haima Music Studio Inc.
- Sugarbunnies Chocolat! (2008) — совместно с Asahi Production
- Onegai♪My Melody Kirara★ (2008) — совместно с Haima Music Studio Inc.
- Sugarbunnies Fleur (2009) — совместно с Asahi Production
- Jewelpet (2009) — совместно с Studio Comet и Sega Toys
- Jewelpet Twinkle (2010) — совместно с Studio Comet и Sega Toys
- Jewelpet Sunshine (2011) — совместно с Studio Comet и Sega Toys
- Jewelpet Kira Deco! (2012) — совместно с Studio Comet и Sega Toys
- Jewelpet Happiness (2013) — совместно с Studio Comet и Sega Toys
- Show by Rock!! (2015) — совместно с Bones